# Nani (futbolista)
Luís Carlos Almeida da Cunha (Amadora, 17 de noviembre de 1986), conocido como Nani, es un exfutbolista portugués, de origen caboverdiano, 
que jugaba como delantero y su último club fue el C. F. Estrela da Amadora. Luego de su retiro, el exfutbolista empieza su militancia en el Partido Comunista Portugués (PCP), así como su apoyo a la Coalición Democrática Unitaria, participando de las elecciones parlamentarias del 18 de mayo del 2025.

## Trayectoria

### Sporting de Portugal
Nani se unió el Sporting de Portugal desde su primer club, el Real Sport Clube de Queluz. Después de dos temporadas en el equipo juvenil, donde ganó el Campeonato Nacional Juvenil en 2004-05, Nani fue ascendido al primer equipo a principios de la temporada 2005-06. El 10 de agosto de 2005, Nani hizo su debut en el Sporting, de entrar como sustituto de Custódio en el minuto 73 en una derrota en casa por 1-0 al Udinese en su clasificación para la tercera ronda de la Liga de Campeones de la UEFA. Nani hizo su debut en la Liga portuguesa el 28 de agosto, en sustitución de Deivid en el minuto 76 de la victoria 1-2 sobre Marítimo en el Estadio dos Barreiros. Nani anotó su primer gol el Sporting el 30 de octubre, abriendo el marcador en un 2-2 lejos de Boavista. Nani puso fin a la primera temporada de su carrera con 36 apariciones y cinco goles en todas las competiciones.
Nani primero entró en el centro de atención después de anotar en la Liga de Campeones contra el Spartak de Moscú, redes meta del Sporting en un empate 1-1 fase de grupos el 27 de septiembre de 2006. Nani ayudado Sporting ganar la Copa de Portugal 2006-07, levantar el trofeo después de una 1- 0 ganarse a Belenenses, el 27 de mayo de 2007 en la final. Luego Nani fue nombrado como el SJPF Jugador Joven del Mes de mayo de 2007.
La segunda temporada de Nani con el Sporting terminó con estadísticas de la liga similares, con 40 apariciones y seis goles en todas las competiciones.

### Manchester United

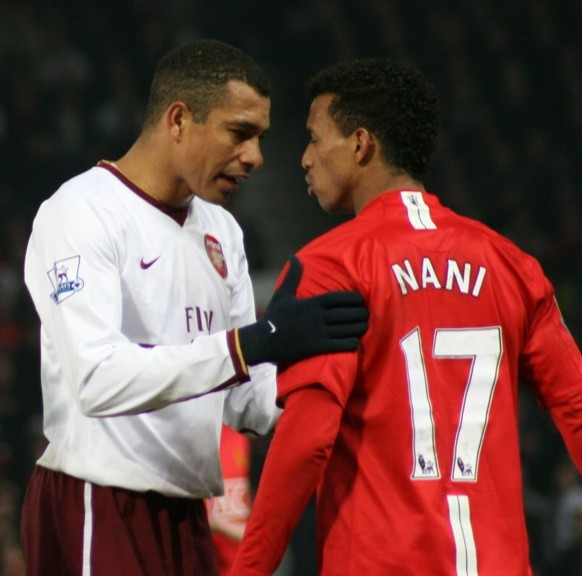
Nani junto a Gilberto Silva.

Nani jugando con Manchester United.

Nani fue vendido al Manchester United por 25 500 000€ (£22 692 113), el 5% de los cuales se pagó al Real Sport Clube de Queluz, su primer club profesional. Pasó el reconocimiento médico el 6 de junio de 2007, y firmó un contrato de cinco años, un mes después de su llegada, uniéndose a su compatriota portugués Cristiano Ronaldo, con quien vivió durante un tiempo en el inicio de su carrera en el club.
Nani marcó en su debut en un amistoso de pretemporada contra el Shenzhen, el tercero de una victoria por 6-0. También anotó en el siguiente partido contra el Guangzhou Pharmaceutical. El 5 de agosto de 2007, Nani hizo su debut en competición oficial, al entrar como sustituto en la Community Shield contra el Chelsea. Marcó en su debut ganando el trofeo después de ganar por 3-0 en los penales, tras empatar 1-1 en los 120 minutos. Nani marcó tercer gol para el club tres días después, cuando anotó contra el Glentoran en otra victoria por 3-0 en la pretemporada.
El 22 de agosto de 2010, Nani falló un penal en el minuto 87 ante el Fulham, y luego empató dos minutos más tarde a través de Brede Hangeland para empatar el juego 2-2. Seis días más tarde, en una victoria por 3-0 sobre el West Ham, Nani anotó su primer gol de la temporada y ayudó a Dimitar Berbatov.
Nani marcó y asistió a Michael Owen en el 2-2 a domicilio ante el Bolton Wanderers el 26 de septiembre.
El 16 de octubre, Nani marcó el segundo del United en el empate 2-2 en casa ante el West Bromwich Albion. Cuatro días después, Nani anotó su primer gol de la Liga de Campeones de la temporada, anotando el solitario gol en la victoria por 1-0 en casa ante el Bursaspor.
Nani comenzó la nueva temporada marcando dos goles en el derbi ante Manchester City en la Community Shield 2011, incluyendo el gol de la victoria en el minuto 94 el 7 de agosto de 2011. Él anotó su primer gol en la liga de la temporada 2011-12, anotando el quinto gol del United en la victoria 8-2 sobre el Arsenal el 28 de agosto. Nani hizo su partido número 100 en la Premier League el 18 de septiembre, y se anotó en la victoria por 3-1 en casa ante el Chelsea. Marcó con un disparó a larga distancia después de cortar en el interior de la banda derecha. También fue galardonado con el hombre del partido. En siguiente partido de liga del United en el estadio Britannia, Nani anotó su tercer gol de la temporada en el empate 1-1 con el Stoke City.
El 5 de septiembre de 2013, Nani renovó su contrato con el Manchester United, que lo mantendría ligado al club hasta 2018. Jugó su primer partido de la temporada 2013-14 contra el Liverpool en la Copa de la Liga. A pesar de esto, Nani pasó la mayor parte de la temporada luchando contra las lesiones y tratando de encontrar la forma física.

#### Sporting de Portugal (préstamo)
El 19 de agosto de 2014, Sporting de Portugal anunció el regreso de Nani al club en un préstamo durante toda la temporada del Manchester United, como parte de un acuerdo que trajo a Marcos Rojo al Manchester United. Le dieron la camiseta número 77.
Nani hizo su reaparición en José Alvalade en un partido de Liga ante el Arouca, cuatro días después de la firma. Él falló un penalti, recibió una tarjeta amarilla y fue sustituido en el minuto 77, ya que el partido terminó en una victoria por 1-0 para el Sporting. Marcó su primer gol de este préstamo el 17 de septiembre, la apertura de un empate 1-1 ante el Maribor en el primer partido de la fase de grupos de la Liga de Campeones. También fue votado Jugador del Partido. Nani anotó su primer gol en la liga para el club cuatro días más tarde en la victoria por 4-0 ante el Gil Vicente.
El 3 de enero de 2015, Nani fue expulsado por doble amonestación en el triunfo 3-0 sobre Estoril.
Nani anotó en la victoria por penales del Sporting sobre el Sporting Braga en la final de la Copa de Portugal 2015, que ganó el club su primer trofeo desde 2008.

### Fenerbahçe S. K.
El 6 de julio de 2015, Nani recaló en el club turco Fenerbahce Spor Kulübü por £4 250 000 (4 775 888€).

### Valencia C. F.
El 5 de julio de 2016, Nani se unió al Valencia de la Primera División de España por 8 500 000 €.

### S. S. Lazio
El 31 de agosto de 2017, se hizo oficial su llegada a la Lazio de la Serie A de Italia.

## Selección nacional
Nani realizó su debut en la selección el 1 de septiembre de 2006, en un amistoso ante Dinamarca en el que marcó un gol. El resultado fue de 4-2 a favor de los daneses. Fue convocado durante toda la clasificación para la Eurocopa 2008, y anotó uno de los goles en la victoria 2-1 sobre Bélgica el 2 de junio de 2007.
Fue convocado por Luiz Felipe Scolari para la Eurocopa 2008, donde jugó tres partidos aunque fue titular solo en uno, ante Suiza. Proporcionó una asistencia a Hélder Postiga en los cuartos de final frente a Alemania, en una derrota por 3-2.
El 20 de agosto de 2008, le marcó a Islas Faroe su cuarto gol con la selección, en un amistoso de resultado 5-0. En la clasificación de UEFA para la Copa Mundial de Fútbol de 2010, jugó la mayoría de los partidos. La selección portuguesa debió disputar la repesca con Bosnia y Herzegovina para clasificar.
El 1 de junio de 2010, Nani anotó el tercer gol en la victoria por 3-1 sobre Camerún. Después de ese partido, fue nombrado como uno de los 23 jugadores convocados por Carlos Queiroz para la Copa Mundial de Fútbol de 2010. Sin embargo, una semana después fue descartado debido a una lesión en el hombro y fue reemplazado por Rúben Amorim.
Nani fue convocado para jugar la Euro 2012. El 27 de junio de 2012, Portugal enfrentó a España en las semifinaes, el resultado fue 0-0. En la tanda de penales, Nani marcó el tercer gol. Sin embargo Cesc Fàbregas marcó el cuarto penal de España y Portugal quedó eliminada.
Después de ser descartado por una lesión para Sudáfrica 2010, el técnico de Portugal, Paulo Bento, incluyó a Nani en la lista de los 23 para disputar el Mundial 2014 celebrado en Brasil.
En el año 2016, Nani se coronó junto a su selección por primera vez campeón de la Eurocopa, disputada en Francia, siendo uno de los jugadores más destacados de su selección; llegando a convertir 2 goles fundamentales para la obtención del título.

### Participaciones en Copas del Mundo
| Mundial                     | Sede   | Resultado    | Partidos | Goles |
| --------------------------- | ------ | ------------ | -------- | ----- |
| Copa Mundial de Fútbol 2014 | Brasil | Primera fase | 3        | 1     |

### Participaciones en Eurocopas
| Copa                    | Sede              | Resultado        | Partidos | Goles |
| ----------------------- | ----------------- | ---------------- | -------- | ----- |
| Eurocopa Sub-21 de 2006 | Portugal          | Primera fase     | 3        | 0     |
| Eurocopa Sub-21 de 2007 | Países Bajos      | Primera fase     | 4        | 1     |
| Eurocopa 2008           | Austria y Suiza   | Cuartos de final | 3        | 0     |
| Eurocopa 2012           | Polonia y Ucrania | Semifinal        | 4        | 1     |
| Eurocopa 2016           | Francia           | Campeón          | 7        | 3     |

### Participaciones en Copa Confederaciones
| Copa                      | Sede  | Resultado    | Partidos | Goles |
| ------------------------- | ----- | ------------ | -------- | ----- |
| Copa Confederaciones 2017 | Rusia | Tercer lugar | 4        | 1     |

## Estadísticas

### Clubes
Actualizado al 24 de noviembre de 2021.
| Club | Div.          | Temporada     | Liga  | Liga  | Liga   | Copas nacionales(1) | Copas nacionales(1) | Copas nacionales(1) | Torneos internacionales(2) | Torneos internacionales(2) | Torneos internacionales(2) | Total | Total | Total  |
| Club | Div.          | Temporada     | Part. | Goles | Asist. | Part.               | Goles               | Asist.              | Part.                      | Goles                      | Asist.                     | Part. | Goles | Asist. |
| --- | ------------- | ------------- | ----- | ----- | ------ | ------------------- | ------------------- | ------------------- | -------------------------- | -------------------------- | -------------------------- | ----- | ----- | ------ |
| Sporting de Portugal Portugal | 1.ª           | 2005-06       | 29    | 4     | 4      | 5                   | 1                   | 0                   | 2                          | 0                          | 0                          | 36    | 5     | 4      |
| Sporting de Portugal Portugal | 1.ª           | 2006-07       | 29    | 5     | 6      | 5                   | 0                   | 0                   | 6                          | 1                          | 0                          | 40    | 6     | 6      |
| Sporting de Portugal Portugal | Total         | Total         | 58    | 9     | 10     | 10                  | 1                   | 0                   | 8                          | 1                          | 0                          | 76    | 11    | 10     |
| Manchester United F. C. Inglaterra | 1.ª           | 2007-08       | 26    | 3     | 9      | 4                   | 1                   | 2                   | 11                         | 0                          | 3                          | 41    | 4     | 14     |
| Manchester United F. C. Inglaterra | 1.ª           | 2008-09       | 13    | 1     | 2      | 9                   | 5                   | 0                   | 9                          | 0                          | 0                          | 31    | 6     | 2      |
| Manchester United F. C. Inglaterra | 1.ª           | 2009-10       | 23    | 4     | 6      | 3                   | 1                   | 0                   | 8                          | 2                          | 5                          | 34    | 7     | 11     |
| Manchester United F. C. Inglaterra | 1.ª           | 2010-11       | 33    | 9     | 14     | 4                   | 0                   | 1                   | 12                         | 1                          | 0                          | 49    | 10    | 15     |
| Manchester United F. C. Inglaterra | 1.ª           | 2011-12       | 29    | 8     | 10     | 2                   | 2                   | 0                   | 9                          | 0                          | 3                          | 40    | 10    | 13     |
| Manchester United F. C. Inglaterra | 1.ª           | 2012-13       | 11    | 1     | 2      | 6                   | 2                   | 2                   | 4                          | 0                          | 1                          | 21    | 3     | 5      |
| Manchester United F. C. Inglaterra | 1.ª           | 2013-14       | 11    | 0     | 0      | 1                   | 0                   | 0                   | 1                          | 1                          | 0                          | 13    | 1     | 0      |
| Manchester United F. C. Inglaterra | 1.ª           | 2014-15       | 1     | 0     | 0      | —                   | —                   | —                   | —                          | —                          | —                          | 1     | 0     | 0      |
| Manchester United F. C. Inglaterra | Total         | Total         | 147   | 26    | 43     | 29                  | 11                  | 5                   | 54                         | 4                          | 12                         | 230   | 41    | 60     |
| Sporting de Portugal Portugal | 1.ª           | 2014-15       | 27    | 7     | 6      | 3                   | 1                   | 0                   | 7                          | 4                          | 2                          | 37    | 12    | 8      |
| Sporting de Portugal Portugal | Total         | Total         | 27    | 7     | 6      | 3                   | 1                   | 0                   | 7                          | 4                          | 2                          | 37    | 12    | 8      |
| Fenerbahçe S. K. Turquía | 1.ª           | 2015-16       | 28    | 8     | 9      | 6                   | 3                   | 3                   | 13                         | 1                          | 1                          | 47    | 12    | 13     |
| Fenerbahçe S. K. Turquía | Total         | Total         | 28    | 8     | 9      | 6                   | 3                   | 3                   | 13                         | 1                          | 1                          | 47    | 12    | 13     |
| Valencia C. F. · España | 1.ª           | 2016-17       | 25    | 5     | 8      | 1                   | 0                   | 0                   | —                          | —                          | —                          | 26    | 5     | 8      |
| Valencia C. F. · España | Total         | Total         | 25    | 5     | 8      | 1                   | 0                   | 0                   | 0                          | 0                          | 0                          | 26    | 5     | 8      |
| S. S. Lazio · Italia | 1.ª           | 2017-18       | 18    | 3     | 3      | 1                   | 0                   | 0                   | 6                          | 0                          | 0                          | 25    | 3     | 3      |
| S. S. Lazio · Italia | Total         | Total         | 18    | 3     | 3      | 1                   | 0                   | 0                   | 6                          | 0                          | 0                          | 25    | 3     | 3      |
| Sporting de Portugal Portugal | 1.ª           | 2018-19       | 18    | 7     | 4      | 5                   | 1                   | 2                   | 5                          | 1                          | 1                          | 28    | 9     | 7      |
| Sporting de Portugal Portugal | Total         | Total         | 18    | 7     | 4      | 5                   | 1                   | 2                   | 5                          | 1                          | 1                          | 28    | 9     | 7      |
| Orlando City S. C. Estados Unidos | 1.ª           | 2019          | 30    | 12    | 5      | 3                   | 0                   | 1                   | —                          | —                          | —                          | 33    | 12    | 6      |
| Orlando City S. C. Estados Unidos | 1.ª           | 2020          | 25    | 9     | 5      | —                   | —                   | —                   | —                          | —                          | —                          | 25    | 9     | 5      |
| Orlando City S. C. Estados Unidos | 1.ª           | 2021          | 29    | 10    | 7      | —                   | —                   | —                   | —                          | —                          | —                          | 29    | 10    | 7      |
| Orlando City S. C. Estados Unidos | Total         | Total         | 84    | 31    | 17     | 3                   | 0                   | 1                   | 0                          | 0                          | 0                          | 87    | 31    | 18     |
| Venezia F. C. · Italia | 1.ª           | 2021-22       | 10    | 0     | 1      | 0                   | 0                   | 0                   | -                          | -                          | -                          | 10    | 0     | 1      |
| Venezia F. C. · Italia | Total         | Total         | 10    | 0     | 1      | 0                   | 0                   | 0                   | -                          | -                          | -                          | 10    | 0     | 1      |
| Total carrera | Total carrera | Total carrera | 415   | 96    | 101    | 58                  | 17                  | 11                  | 93                         | 11                         | 16                         | 566   | 124   | 128    |
| (1) Incluye datos de la Taça de Portugal (2005-07, 2014-15), FA Cup (2007-14), y Capital One Cup (2007-14) y Community Shield (2008-11, 2013). (2) Incluye datos de la Liga de Campeones de la UEFA (2005-15) y Liga Europa de la UEFA (2005-06, 2011-12, 2014-15, 2015-16) Copa Mundial de clubes (2008) y Supercopa de Europa (2008). |               |               |       |       |        |                     |                     |                     |                            |                            |                            |       |       |        |

### Selección
Actualizado al último partido jugado el 14 de octubre de 2019.
| Selección | Temporada | Amistosos | Amistosos | Amistosos | Clasificación | Clasificación | Clasificación | Eurocopa | Eurocopa | Eurocopa | Mundial | Mundial | Mundial | Total | Total | Total  |
| Selección | Temporada | Part.     | Goles     | Asist.    | Part.         | Goles         | Asist.        | Part.    | Goles    | Asist.   | Part.   | Goles   | Asist.  | Part. | Goles | Asist. |
| --------- | --------- | --------- | --------- | --------- | ------------- | ------------- | ------------- | -------- | -------- | -------- | ------- | ------- | ------- | ----- | ----- | ------ |
| Portugal  | 2006      | 1         | 1         | 0         | 3             | 0             | 0             | -        | -        | -        | -       | -       | -       | 4     | 1     | 0      |
| Portugal  | 2007      | 0         | 0         | 0         | 6             | 1             | 2             | -        | -        | -        | -       | -       | -       | 6     | 1     | 2      |
| Portugal  | 2008      | 4         | 1         | 2         | 4             | 2             | 1             | 3        | 0        | 1        | -       | -       | -       | 11    | 3     | 4      |
| Portugal  | 2009      | 4         | 0         | 0         | 7             | 1             | 3             | -        | -        | -        | -       | -       | -       | 11    | 1     | 3      |
| Portugal  | 2010      | 4         | 1         | 1         | 4             | 2             | 1             | -        | -        | -        | -       | -       | -       | 8     | 3     | 2      |
| Portugal  | 2011      | 3         | 0         | 2         | 6             | 3             | 2             | -        | -        | -        | -       | -       | -       | 9     | 3     | 4      |
| Portugal  | 2012      | 4         | 1         | 0         | 4             | 0             | 1             | 5        | 0        | 2        | -       | -       | -       | 13    | 1     | 3      |
| Portugal  | 2013      | 2         | 0         | 1         | 6             | 1             | 0             | -        | -        | -        | -       | -       | -       | 8     | 1     | 1      |
| Portugal  | 2014      | 5         | 0         | 1         | 3             | 0             | 1             | -        | -        | -        | 3       | 1       | 0       | 11    | 1     | 2      |
| Portugal  | 2015      | 4         | 1         | 0         | 5             | 1             | 0             | -        | -        | -        | -       | -       | -       | 9     | 2     | 0      |
| Portugal  | 2016      | 5         | 3         | 0         | 2             | 0             | 0             | 7        | 3        | 1        | -       | -       | -       | 14    | 6     | 1      |
| Portugal  | 2017      | 1         | 0         | 0         | 1             | 0             | 0             | -        | -        | -        | 4       | 1       | 0       | 6     | 1     | 0      |
| Total     | Total     | 39        | 8         | 7         | 51            | 11            | 12            | 15       | 3        | 4        | 7       | 2       | 0       | 112   | 24    | 23     |

## Palmarés

### Campeonatos nacionales
| Título           | Club                       | País       | Año  |
| ---------------- | -------------------------- | ---------- | ---- |
| Copa de Portugal | Sporting Clube de Portugal | Portugal   | 2007 |
| Community Shield | Manchester United          | Inglaterra | 2008 |
| Premier League   | Manchester United          | Inglaterra | 2008 |
| Copa de la Liga  | Manchester United          | Inglaterra | 2009 |
| Premier League   | Manchester United          | Inglaterra | 2009 |
| Copa de la Liga  | Manchester United          | Inglaterra | 2010 |
| Community Shield | Manchester United          | Inglaterra | 2010 |
| Premier League   | Manchester United          | Inglaterra | 2011 |
| Community Shield | Manchester United          | Inglaterra | 2011 |
| Premier League   | Manchester United          | Inglaterra | 2013 |
| Community Shield | Manchester United          | Inglaterra | 2013 |
| Copa de Portugal | Sporting Clube de Portugal | Portugal   | 2015 |

### Campeonatos internacionales
| Título                 | Club (*)          | Sede    | Año  |
| ---------------------- | ----------------- | ------- | ---- |
| Liga de Campeones      | Manchester United | Moscú   | 2008 |
| Copa Mundial de Clubes | Manchester United | Japón   | 2008 |
| Eurocopa               | Portugal          | Francia | 2016 |

(*) Incluyendo la selección.